# مؤتمر الأمم المتحدة للتنمية المستدامة
مؤتمر الأمم المتحدة للتنمية المستدامة (بالإنجليزية: United Nations Conference on Sustainable Development)‏ أو ما يُعرف بمؤتمر ريو20+ (بالإنجليزية:  Rio+20)‏ أو قمة الأرض، هو مؤتمر للأمم المتحدة الذي عُقد في ريو دي جانيرو بالبرازيل من 13 إلى 22 يونيو لعام 2012. ويُعتبر المؤتمر الدولي الثالث للتنمية المستدامة الذي يهدف إلى التوفيق بين الأهداف البيئية للمجتمع العالمي.
وقد نظمت إدارة الأمم المتحدة للشؤون الاقتصادية والاجتماعية هذه القمة الكبرى التي استغرقت عشرة أيام، والتي بلغت ذروتها في مؤتمر الأمم المتحدة رفيع المستوى الذي استمر ثلاثة أيام، وشاركت فيه 192 دولة عضوًا في الأمم المتحدة بما في ذلك 57 رئيس دولة و 31 رئيسًا للحكومة وشركات القطاع الخاص ومنظمات غير حكومية والمجموعات الأخرى.

## خلفية تاريخية
في عام 1992، نجح المؤتمر الأول من نوعه، مؤتمر الأمم المتحدة المعني بالبيئة والتنمية، والذي يشار إليه عادة باسم مؤتمر ريو أو قمة الأرض، في زيادة الوعي العام بضرورة دمج البيئة والتنمية. اجتذب المؤتمر 109 رؤساء دول إلى ريو دي جانيرو في البرازيل، لمعالجة ما وصفه بالمشكلات الملحة لحماية البيئة والتنمية الاجتماعية والاقتصادية. أثرت قمة الأرض على مؤتمرات الأمم المتحدة اللاحقة، بما في ذلك ريو +20 ووضع جدول أعمال البيئة العالمي. ركز المؤتمر العالمي لحقوق الإنسان، على سبيل المثال، على حق الناس في بيئة صحية والحق في التنمية؛ لاقت المطالب المثيرة للجدل مقاومةً من بعض الدول الأعضاء حتى قمة الأرض.
تشمل النتائج الرئيسية للمؤتمر اتفاقية الأمم المتحدة الإطارية بشأن تغير المناخ - اتفاقية تغير المناخ التي أدت إلى بروتوكول كيوتو، وجدول أعمال القرن 21، واتفاقية الأمم المتحدة للتنوع البيولوجي واتفاقية الأمم المتحدة لمكافحة التصحر. أنشِئت مؤسسات دولية جديدة أيضًا، من بينها لجنة التنمية المستدامة، المكلفة بمتابعة مؤتمر ريو وأدت إلى إصلاح مرفق البيئة العالمية.
بعد عشر سنوات، عقدت قمة الأرض 2002 بشكل غير رسمي المسماة ريو +10 في جوهانسبرغ بجنوب أفريقيا بهدف الجمع مرة أخرى بين قادة من الحكومات والشركات والمنظمات غير الحكومية للاتفاق على مجموعة من التدابير نحو أهداف مماثلة. في ريو +10، اعتُرف بالتنمية المستدامة كهدف شامل للمؤسسات على المستويات الوطنية والإقليمية والدولية. وسُلط الضوء هناك على الحاجة إلى تعزيز إدماج التنمية المستدامة في أنشطة جميع وكالات وبرامج وصناديق الأمم المتحدة ذات الصلة. شملت المناقشة أيضًا دور المؤسسات في تكثيف الجهود لسد الفجوة بين المؤسسات المالية الدولية والمصارف الإنمائية متعددة الأطراف وبقية منظومة الأمم المتحدة.
تشمل النتائج الرئيسية لذلك المؤتمر إعلان جوهانسبرغ وما يقرب من 300 مبادرة شراكة دولية تهدف إلى المساعدة في تحقيق الأهداف الإنمائية للألفية.

## الأهداف
للمؤتمر ثلاثة أهداف:
1. تأمين التزام سياسي متجدد من أجل التنمية المستدامة.
2. تقييم التقدم المُحرَز وثغرات التنفيذ في الوفاء بالالتزامات السابقة.
3. مواجهة التحديات الجديدة والناشئة.

## محاور المؤتمر
1. كيفية بناء اقتصاد أخضر لتحقيق التنمية المستدامة وانتشال الناس من براثن الفقر، بما في ذلك دعم البلدان النامية التي ستسمح لهم بإيجاد مسار أخضر للتنمية.
2. كيفية تحسين التنسيق الدولي من أجل التنمية المستدامة من خلال بناء إطار مؤسسي.

## ريو +20
في الأشهر التي سبقت بداية المؤتمر، أجرى المفاوضون مشاورات غير رسمية متكررة في مقر الأمم المتحدة في مدينة نيويورك، وفي الأسبوعين قبل موعد المؤتمر، تمكنوا من التوصل إلى توافق في الآراء حول اللغة الحساسة في ذلك الوقت المستخدمة في الوثيقة الختامية المقترحة للقمة.
وصفت القمة بأنها أكبر حدث للأمم المتحدة نُظم على الإطلاق؛ بوجود 15 ألف جندي وشرطي يحرسون حوالي 130 رئيس دولة وحكومة، من 192 دولة، وأكثر من 45 ألف شخص تجمعوا في ريو دي جانيرو، كان من المقرر أن يكون المؤتمر الضخم لمدة 10 أيام يُنظم كتجمع دولي رفيع المستوى لإعادة توجيه وتجديد الالتزام السياسي العالمي بالأبعاد الثلاثة للتنمية المستدامة: النمو الاقتصادي، والتحسين الاجتماعي وحماية البيئة؛ التركيز على الحد من الفقر مع تعزيز نمو الوظائف والطاقة النظيفة واستخدامات أكثر عدالة واستدامة للموارد؛ الأهداف التي وضعت لأول مرة في قمة الأرض عام 1992.
تمحور المؤتمر حول جدول أعمال القرن 21، الوثيقة الختامية التي خرجت بها قمة الأرض 1992. اعتبرت تلك الوثيقة ثورية من حيث أنها خلقت في الأساس مصطلح التنمية المستدامة ووضعت جدول الأعمال البيئي العالمي للسنوات العشرين القادمة. اجتمع ممثلو الحكومات المشاركة في ريو لمناقشة ما كان آنذاك مشروع نص الوثيقة الختامية.
سعى مؤتمر ريو +20 إلى تأمين التأكيدات على الالتزامات السياسية التي تُعهد بها في مؤتمرات قمة الأرض السابقة ووضع جدول الأعمال البيئي العالمي للسنوات العشرين القادمة من خلال تقييم التقدم المُحرَز نحو تحقيق الأهداف المحددة في جدول أعمال القرن 21 والثغرات في التنفيذ، ومناقشة القضايا الجديدة والناشئة. طلبت الأمم المتحدة من ريو أن تصادق على خارطة طريق الاقتصاد الأخضر للأمم المتحدة، ذات الأهداف والغايات والمواعيد البيئية، في حين فضلت الدول النامية وضع أهداف تنمية مستدامة جديدة لحماية البيئة بشكل أفضل وضمان الغذاء والقوة للفقراء وتخفيف حدة الفقر.
اجتذب مؤتمر ريو +20 العديد من الاحتجاجات، وأكثر من 500 حدث موازي ومعارض، وعروض تقديمية، ومعارض وإعلانات، إذ كافحت مجموعة واسعة من المجموعات المختلفة للاستفادة من المؤتمر من أجل جذب الاهتمام الدولي. ذكرت صحيفة الجارديان البريطانية أن وسط مدينة ريو دي جانيرو أُغلق جزئيًا حيث خرج نحو 50 ألف متظاهر، بعضهم عراة، إلى الشوارع.

### المشاركة
لم يحضر المؤتمر عدد من الزعماء العالميين الرئيسيين؛ معظمهم من قادة مجموعة العشرين وعلى وجه التحديد رئيس الولايات المتحدة باراك أوباما والمستشارة الألمانية أنجيلا ميركل ورئيس الوزراء البريطاني ديفيد كاميرون؛ وألقوا باللوم على غيابهم في أزمة الديون السيادية الأوروبية الجارية. اعتبر غيابهم الجماعي انعكاسًا لفشل إداراتهم في تحديد أولويات قضايا الاستدامة.
وقال جوان والي، رئيس لجنة التدقيق البيئي البريطانية لصحيفة الغارديان: «في حالة عدم الحضور، يرسل رئيس الوزراء إشارة قوية بأن حكومة المملكة المتحدة لا تعتبر الاستدامة أولوية.